# 卡布武姆縣
6°24′04″S 147°21′50″E / 6.401°S 147.364°E
卡布武姆縣（英語：Kabwum District），是巴布亞新畿內亞的縣份之一，位於新畿內亞島東部，由莫雷貝省負責管轄，首府設於卡布武姆，面積2,778平方公里，2011年人口43,472，人口密度每平方公里16人。